# 山崎進哉
山﨑 進哉（やまざき しんや、1962年10月24日 - ）は、京都府京都市出身の俳優。トゥフロント所属。以前はマック・ミックに所属していた。
身長180cm、体重78kg。血液型はB型。特技は料理、関西弁。趣味は音楽鑑賞、釣り。

## 出演

### テレビ
- 土曜ワイド劇場
  - 辻真先の婚約旅行殺人事件シリーズ 第3作（1987年）
  - 終着駅の牛尾刑事VS事件記者・冴子（2006年）
  - 京都南署鑑識ファイル 第4作（2009年） - 板長
  - 終着駅シリーズ 第24作（2010年） - 上杉徹
  - 火災調査官・紅蓮次郎 第11作（2010年） - 鮫島
- 火曜サスペンス劇場
  - 女検事・霞夕子 第7作（1989年）
  - 街の医者・神山治郎 第1作（2001年）
- 月曜ドラマスペシャル 最後の恋（1997年）
- 流通戦争 第2話（1998年）
- 平成夫婦茶碗〜ドケチの花道 第2話「幼妻の秘密! 僕は許さない!!」（2000年）
- 史上最悪のデート 第17話（2001年）
- Pure Soul〜君が僕を忘れても〜（2001年）
- 金曜エンタテイメント 地獄の花嫁 第3作（2002年） - 豊田雄二
- 眠れぬ夜を抱いて 第10話「私が夫を捕まえる」（2002年）
- ナイトホスピタル〜病気は眠らない〜 第4話「ヤセない体の謎」（2002年）
- 美女か野獣 第1話「最低最悪の出会い」（2003年）
- 相棒
  - Season2 第14話「氷女」（2004年） - 池永秋男
  - Season6 第11話「ついている女」、第12話「狙われた女」（2008年） - 秋川署刑事
  - Season8 最終回スペシャル「神の憂鬱」（2010年） - 綿吹勇人
- 離婚弁護士II〜ハンサムウーマン〜 第11話「最後に笑う女」（2005年）
- おとなの夏休み 第1話「主婦の初体験!? 私たち海の家始めます!」（2005年）
- 恋のから騒ぎドラマスペシャル 〜Love StoriesII〜（2005年）
- 月曜ゴールデン 税務調査官・窓際太郎の事件簿 第13作（2005年） - 民自党議員
- 水曜ミステリー9 多摩南署たたき上げ刑事・近松丙吉 第5作（2005年） - 刑事
- 慶次郎縁側日記2 第6話「再会」（2005年）
- ウルトラマンマックス 第25話「遥かなる友人」（2005年） - 的河調査団長
- 医龍-Team Medical Dragon- 第8話「奇跡を起こす医師」（2006年）
- 母恋ひの記（2008年）
- 救命病棟24時 第4シリーズ 第1話「待望の新シリーズ! 救え!! 救命の危機を」、第2話「救えない患者はどこへ」（2009年）
- ストロベリーナイト 第6話「感染遊戯」（2012年）
- 日曜プライム 黒薔薇 刑事課強行犯係 神木恭子2（2019年） ‐ 松尾隆志

### 映画
- トットチャンネル（1987年） ※デビュー作[1]
- 突入せよ! あさま山荘事件（2002年）
- 座頭市（2003年）
- デスノート（2006年）
- どろろ（2007年）
- 陰獣（2008年）
- 感染列島（2009年）
- GOEMON（2009年）
- 黄金を抱いて翔べ（2012年）

### 舞台
- 五重塔
- 御畳奉行の日記
- 唐茄子屋政談
- 文七元結
- あかひげ
- 王様と私
- 黒蜥蜴
- さんしょう太夫
- 松平健特別公演
- 笑う門には福来る（2016年）
- 五木ひろし特別公演「大人の童話」（2017年）

### CM
- アイフル
- アメリカンホームダイレクト
- ヱビスビール
- かんぽ生命保険「庭先合唱団編」
- ダイヤモンドシライシ
- JR「エコ出張」
- しじみ習慣
- ソニー
- 第一生命保険

### スチール
- NEC